# Manfred Rottensteiner
Manfred Rottensteiner (* 9. Jänner 1993) ist ein österreichischer Fußballspieler. Er spielt auf der Position eines Abwehrspielers beim 1. SC Sollenau in der Regionalliga Ost.

## Sportliche Laufbahn
Rottensteiner begann seine Karriere beim SV Weikersdorf in Niederösterreich 1999. 2007 wechselte er in die Jugendabteilung des SV Mattersburg, wo er vier Jahre später in die zweite Mannschaft geholt wurde.
Bei den Amateuren der Burgenländer gab er sein Debüt in der Regionalliga Ost am 1. Juni 2011 gegen den FC Waidhofen/Ybbs, als er zur Halbzeit für Dukagjin Karanezi eingewechselt wurde. Nach insgesamt sieben Spielen für die zweite Mannschaft wechselte der Innenverteidiger im Jänner 2013 zum SC Wiener Neustadt, wo er am 2. März 2013 unter Trainer Heimo Pfeifenberger sein Bundesligadebüt feiern konnte, als er bei der 1:3-Auswärtsniederlage gegen den FC Red Bull Salzburg durchspielte. Dies blieb allerdings sein einziger Auftritt, denn in allen anderen Spielen des Frühjahrs befand sich der Sohn des Präsidenten des SC Wiener Neustadt nicht im Kader der ersten Mannschaft.